# Glenea rufobasalis
Glenea rufobasalis là một loài bọ cánh cứng trong họ Cerambycidae.